# Новониколаевский сельсовет (Алтайский край)
Новониколаевский сельсовет — сельское поселение в Рубцовском районе Алтайского края Российской Федерации.
Административный центр — село Новониколаевка.

## История
Статус и границы сельского поселения установлены Законом Алтайского края от 2 декабря 2003 года № 64-ЗС «Об установлении границ муниципальных образований и наделении их статусом сельского, городского поселения, городского округа, муниципального района».

## Население
| 1997  | 1998  | 1999  | 2000  | 2001  | 2002  | 2003  | 2004  | 2005  | 2006  |
| ----- | ----- | ----- | ----- | ----- | ----- | ----- | ----- | ----- | ----- |
| 1984  | ↘1936 | ↘1920 | ↗1940 | ↘1877 | ↘1816 | ↘1748 | ↘1721 | ↗1752 | ↗1765 |
| 2007  | 2008  | 2009  | 2010  | 2011  | 2012  | 2013  | 2014  | 2015  | 2016  |
| ↘1745 | ↗1759 | ↘1754 | ↘1478 | ↘1473 | ↘1457 | ↘1437 | ↘1408 | ↗1417 | ↘1389 |
| 2017  | 2018  | 2019  | 2020  | 2021  |       |       |       |       |       |
| ↘1362 | ↘1326 | ↘1301 | ↘1240 | ↘1200 |       |       |       |       |       |

Гендерный состав
По результатам Всероссийской переписи населения 2010 года, численность населения муниципального образования составила 1478 человек, в том числе 705 мужчин и 773 женщины.

## Состав сельского поселения
| № | Населённый пункт | Тип населённого пункта       | Население |
| - | ---------------- | ---------------------------- | --------- |
| 1 | Бугры            | посёлок                      | ↘172      |
| 2 | Новониколаевка   | село, административный центр | ↘887      |
| 3 | Романовка        | село                         | ↗378      |